# Krakovec
Krakovec (Duits: Rothschloß) is een Tsjechische gemeente in de regio Midden-Bohemen en maakt deel uit van het district Rakovník, 11 km ten zuidwesten van de stad Rakovník.
Krakovec telt 80 inwoners.

## Geografie
Krakovec bestaat uit twee delen: Krakovec en het gehucht Zhoř.

## Geschiedenis
Het dorp werd voor het eerst vermeld in 1315. Volgens dat geschrift zou het dorp zijn gesticht door Jan van Luxemburg.

## Verkeer en vervoer

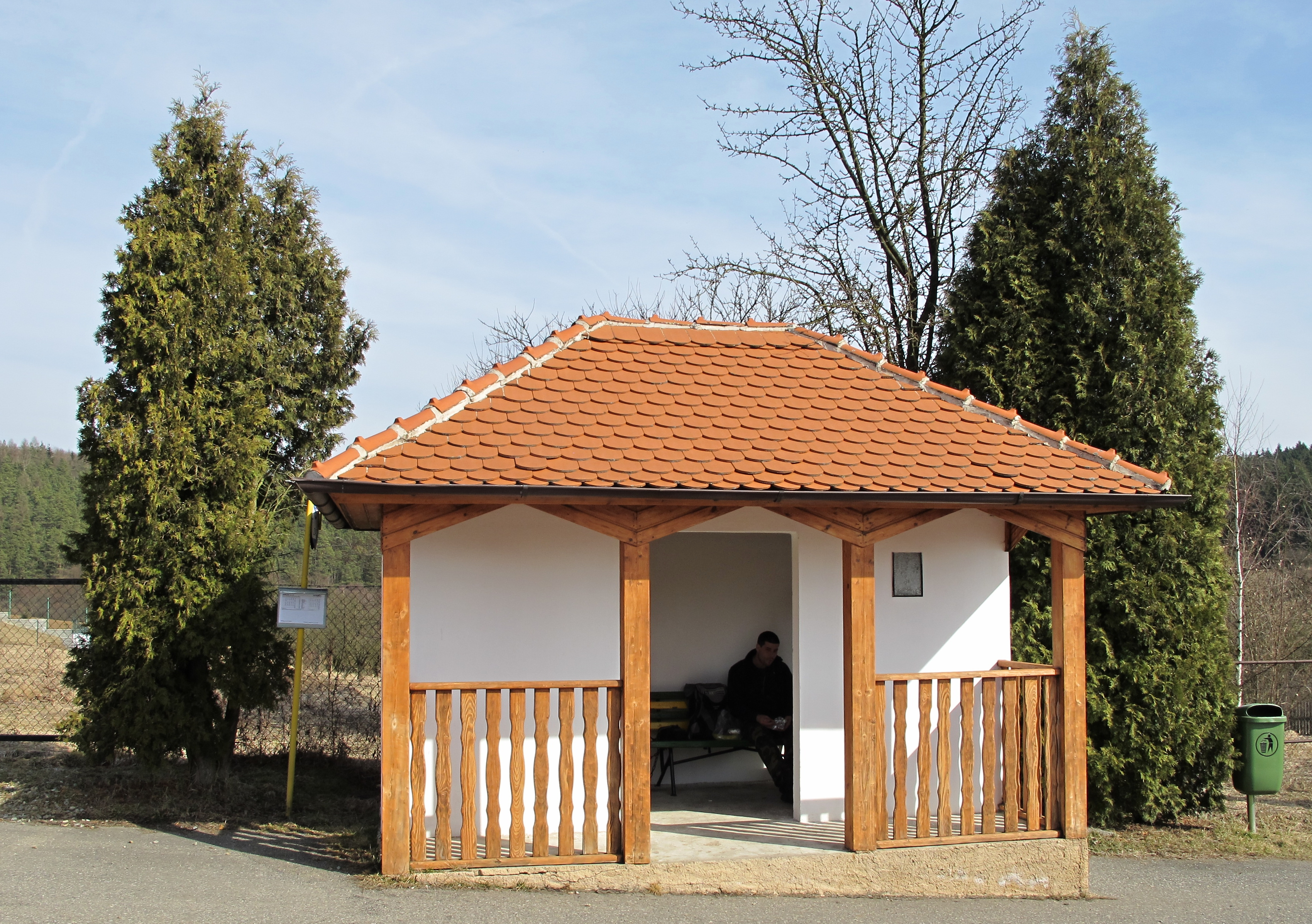
Bushalte in Krakovec

Op werkdagen rijdt er buslijn 572 die Krakovec verbindt met Rakovník, Lubná en Zvíkovec. In het weekend rijdt er geen bus door het dorp. De lijn wordt geëxploiteerd door vervoerder Transdev Střední Čechy.

## Bezienswaardigheden

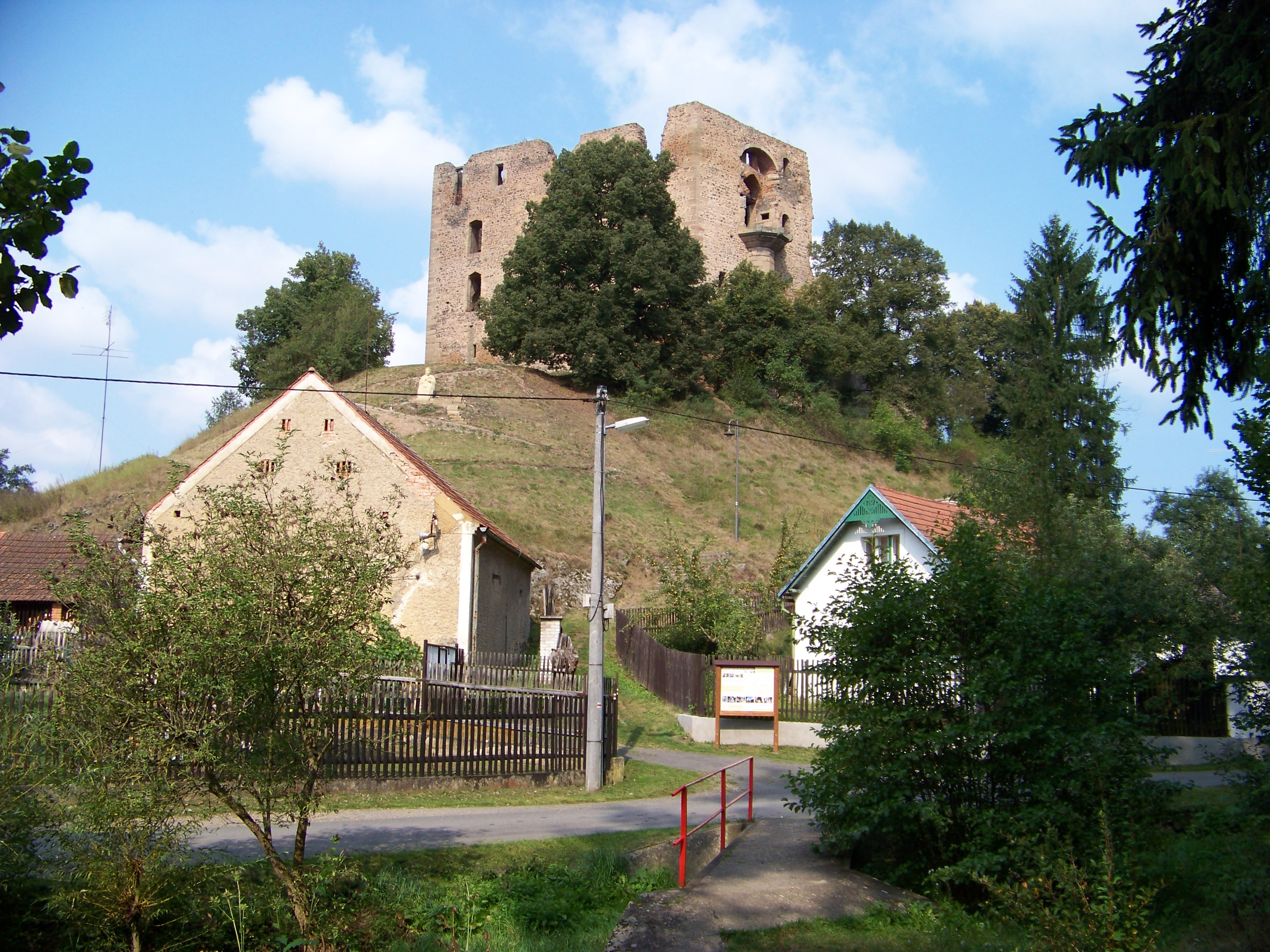
Kasteel van Krakovec

- Kasteel van Krakovec, bovenop een heuvel
- Sint-Antonius van Paduakapel

## Galerij

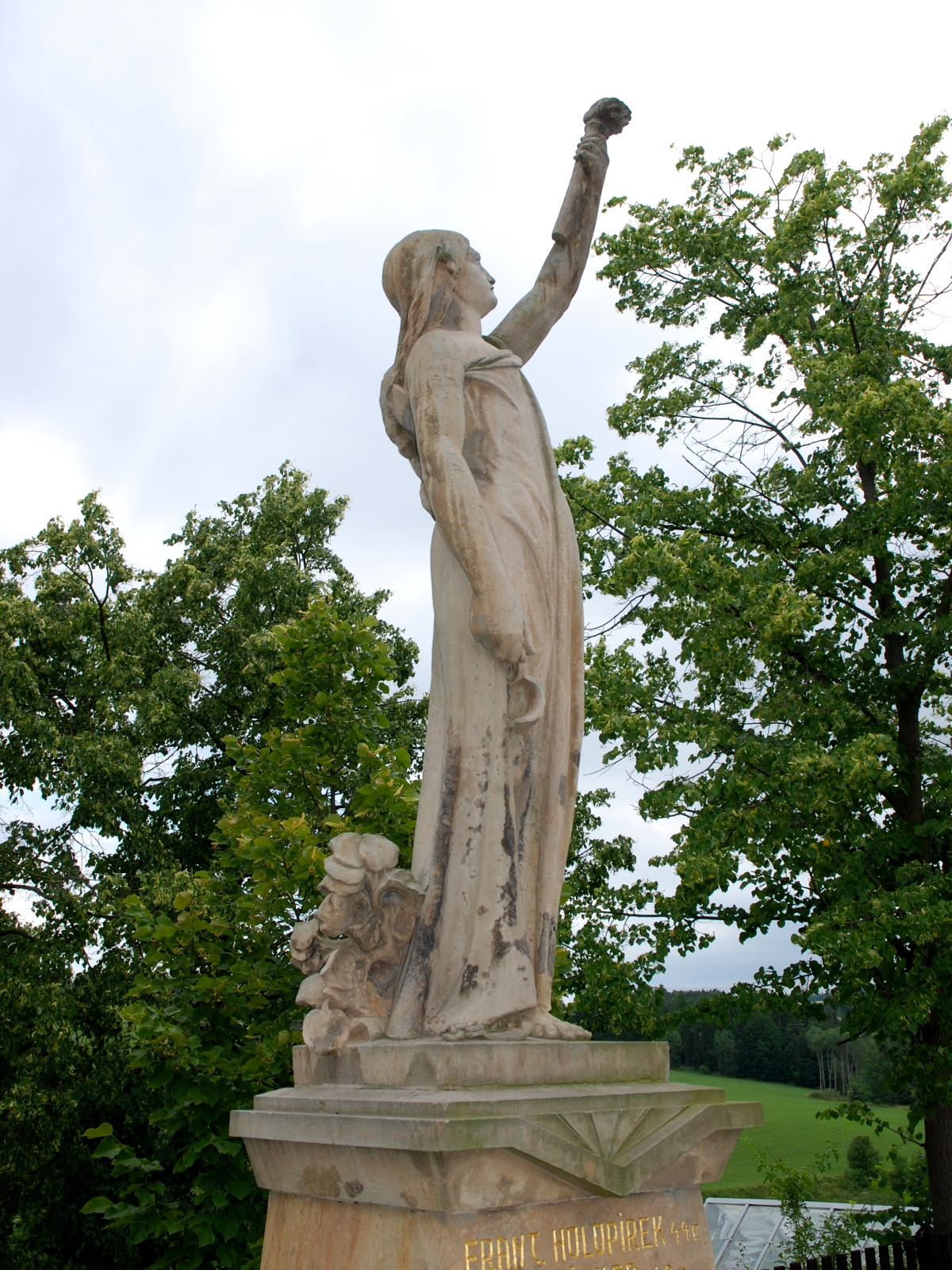
WOI-herdenkingsmonument
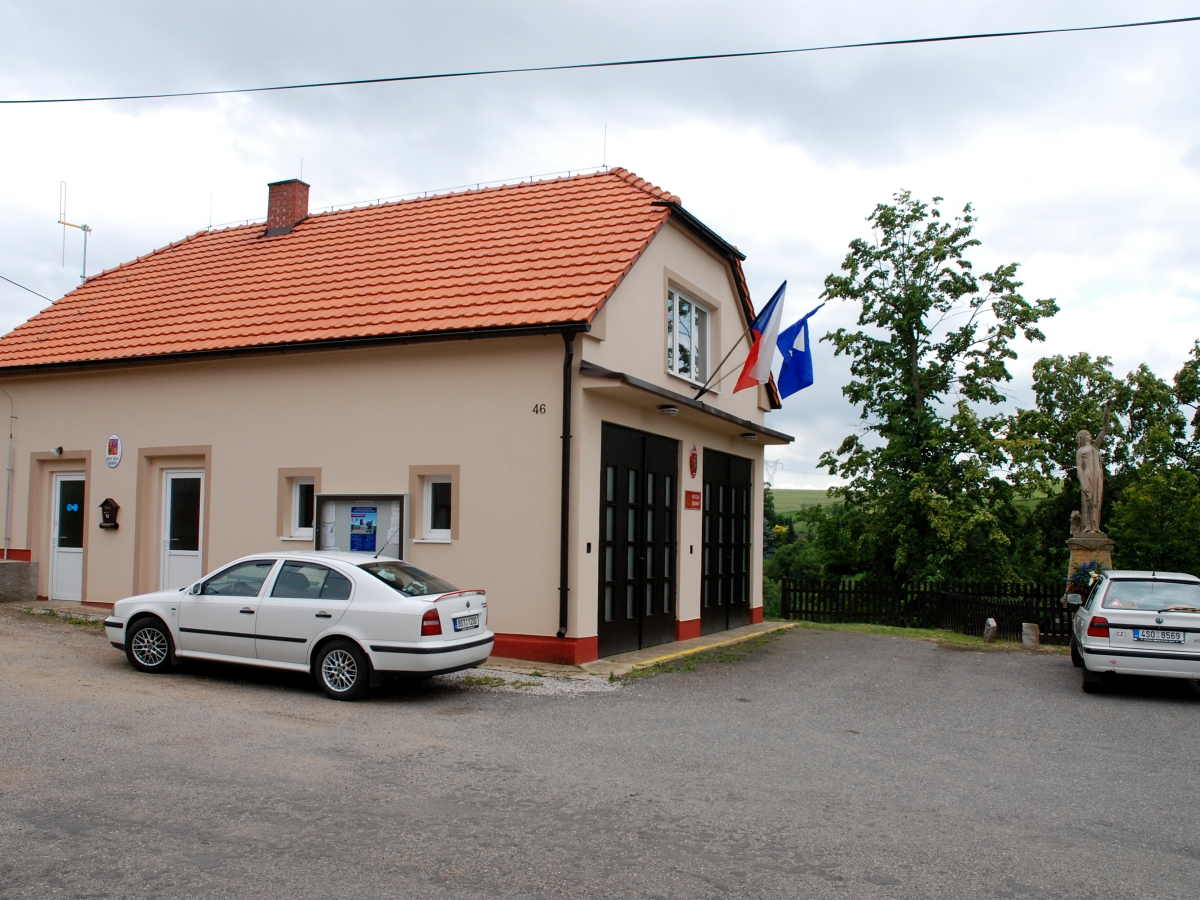
Gemeentekantoor en brandweerkazerne
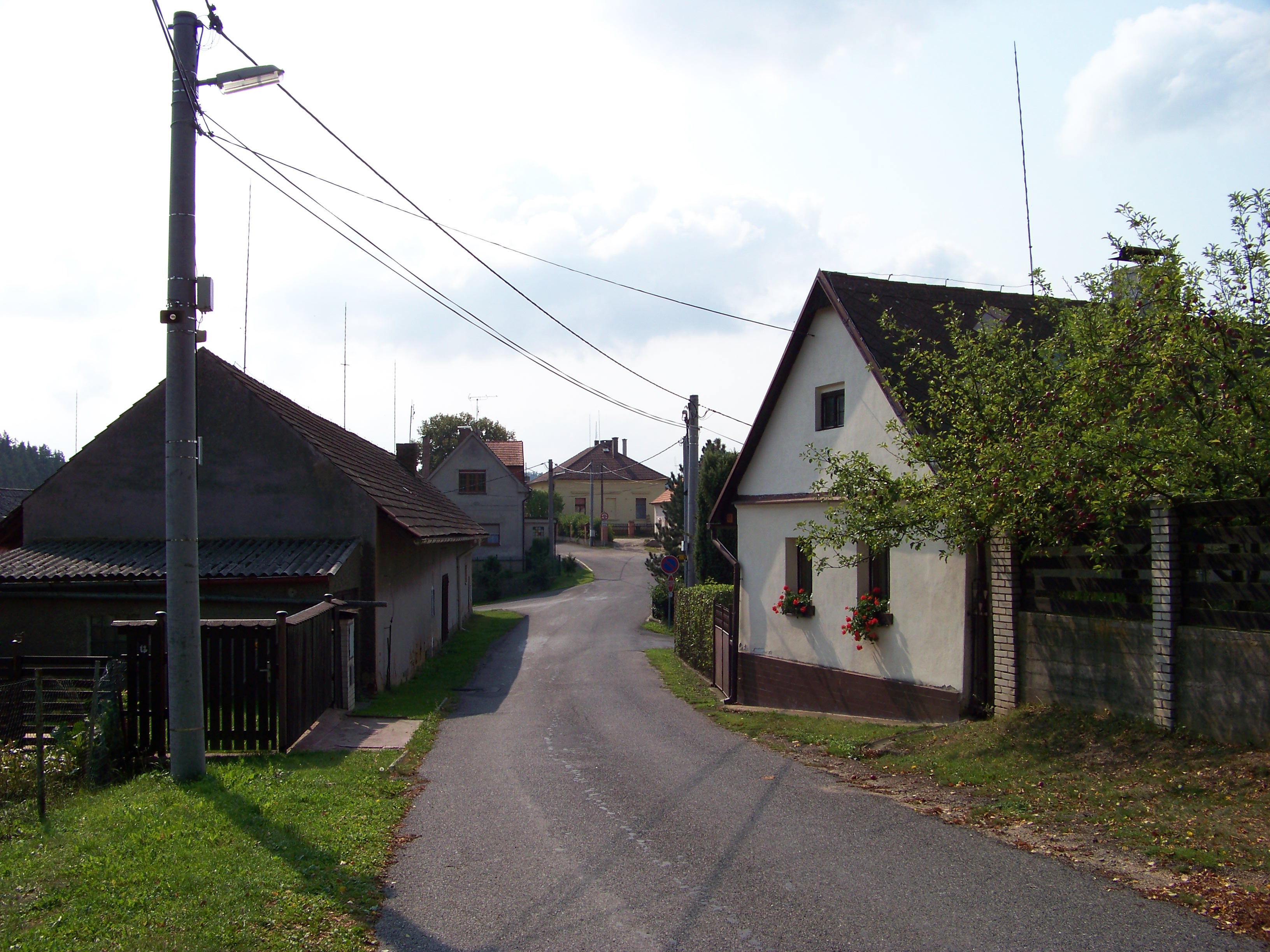
Straat in Krakovec
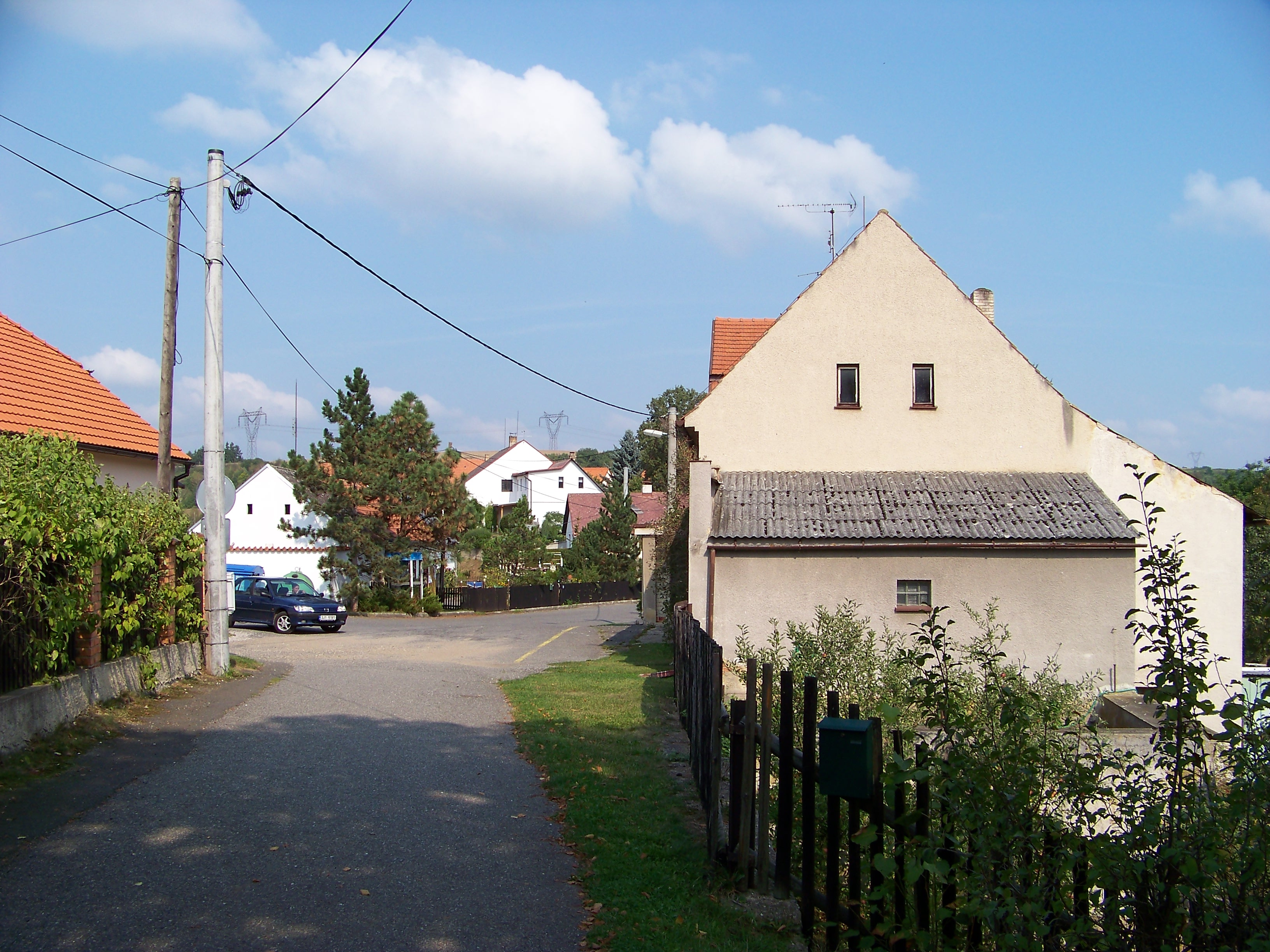
Hofje in Krakovec
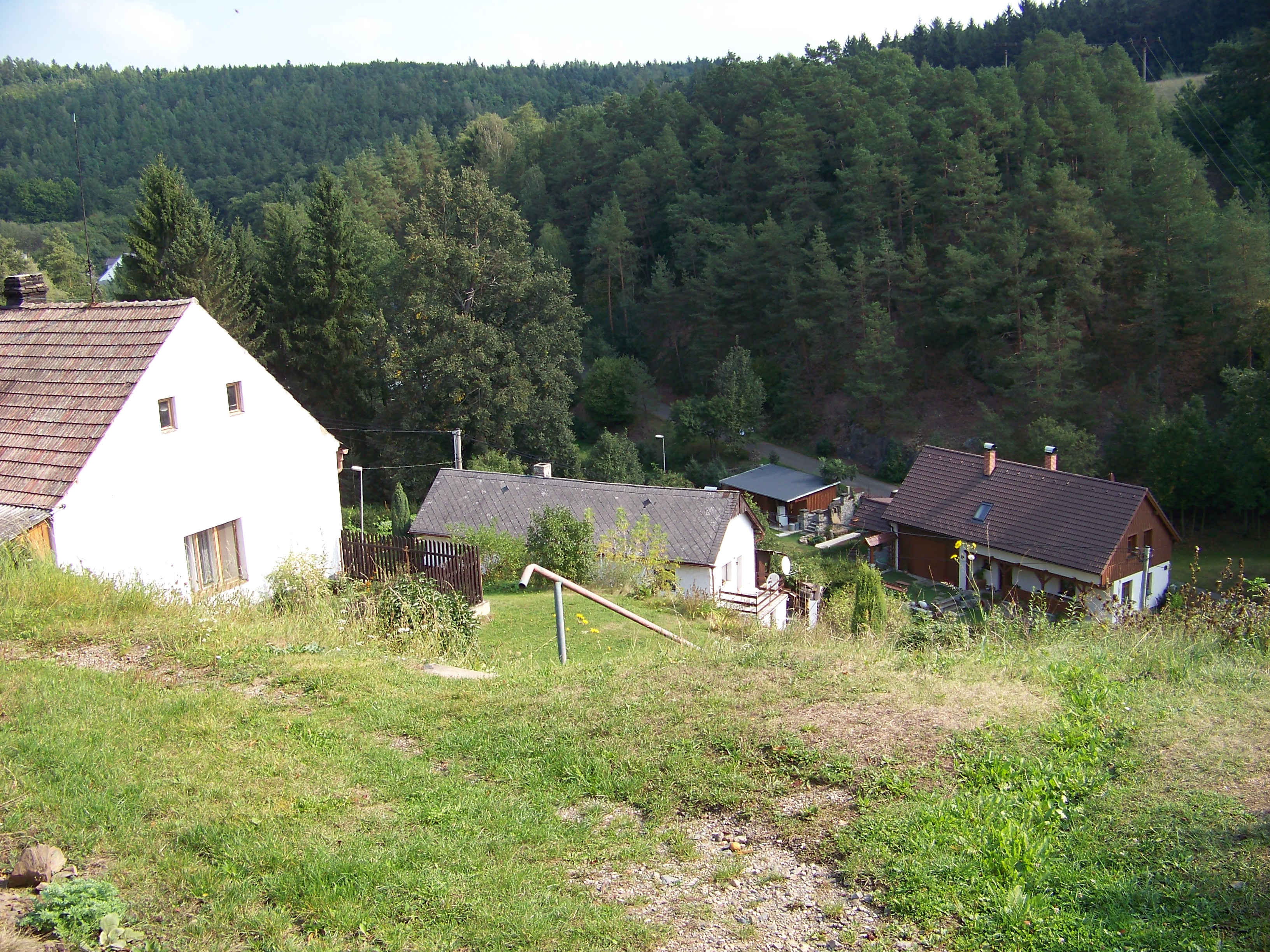
Heuvelwoningen
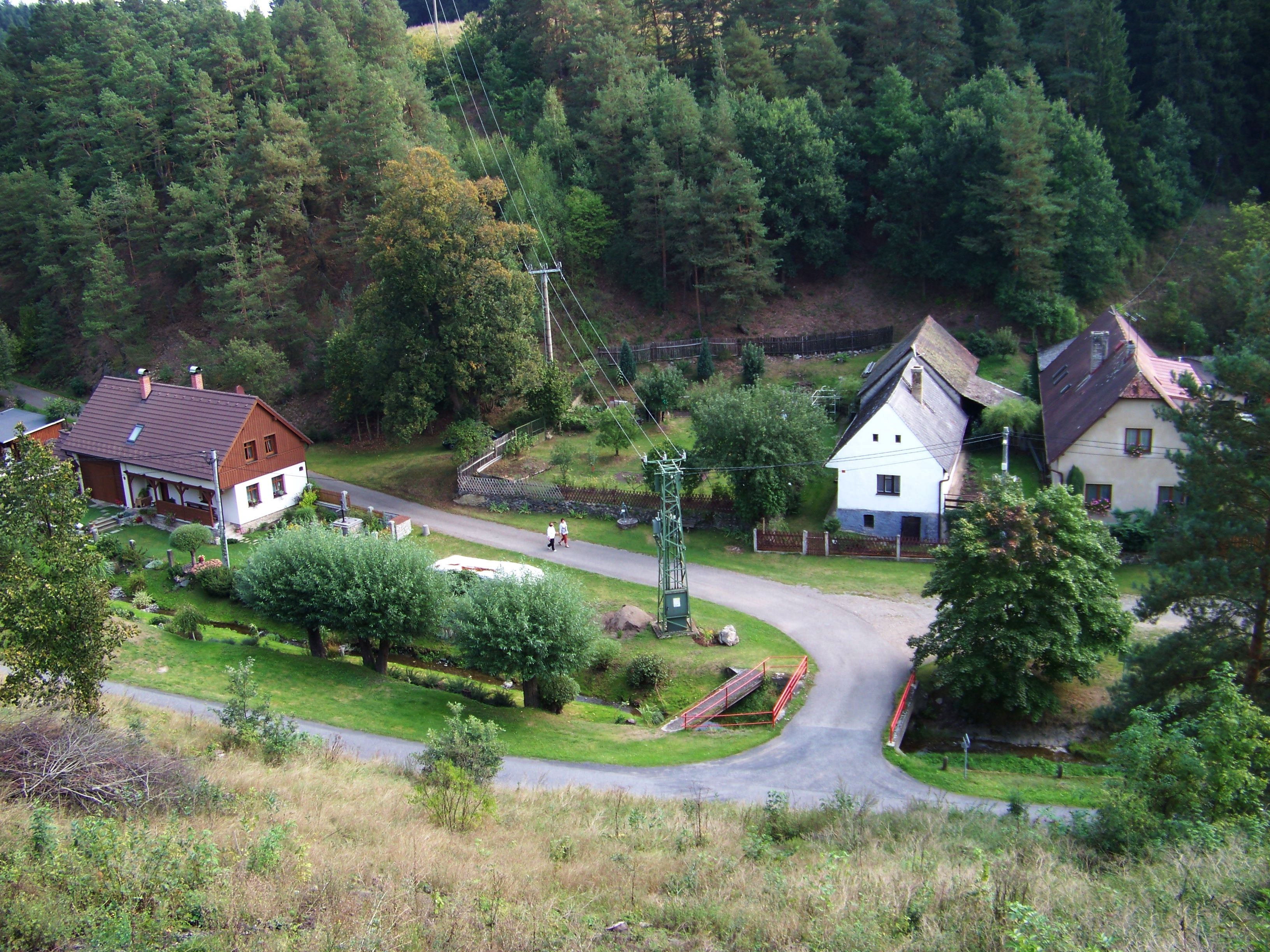
Zicht vanaf de heuvel
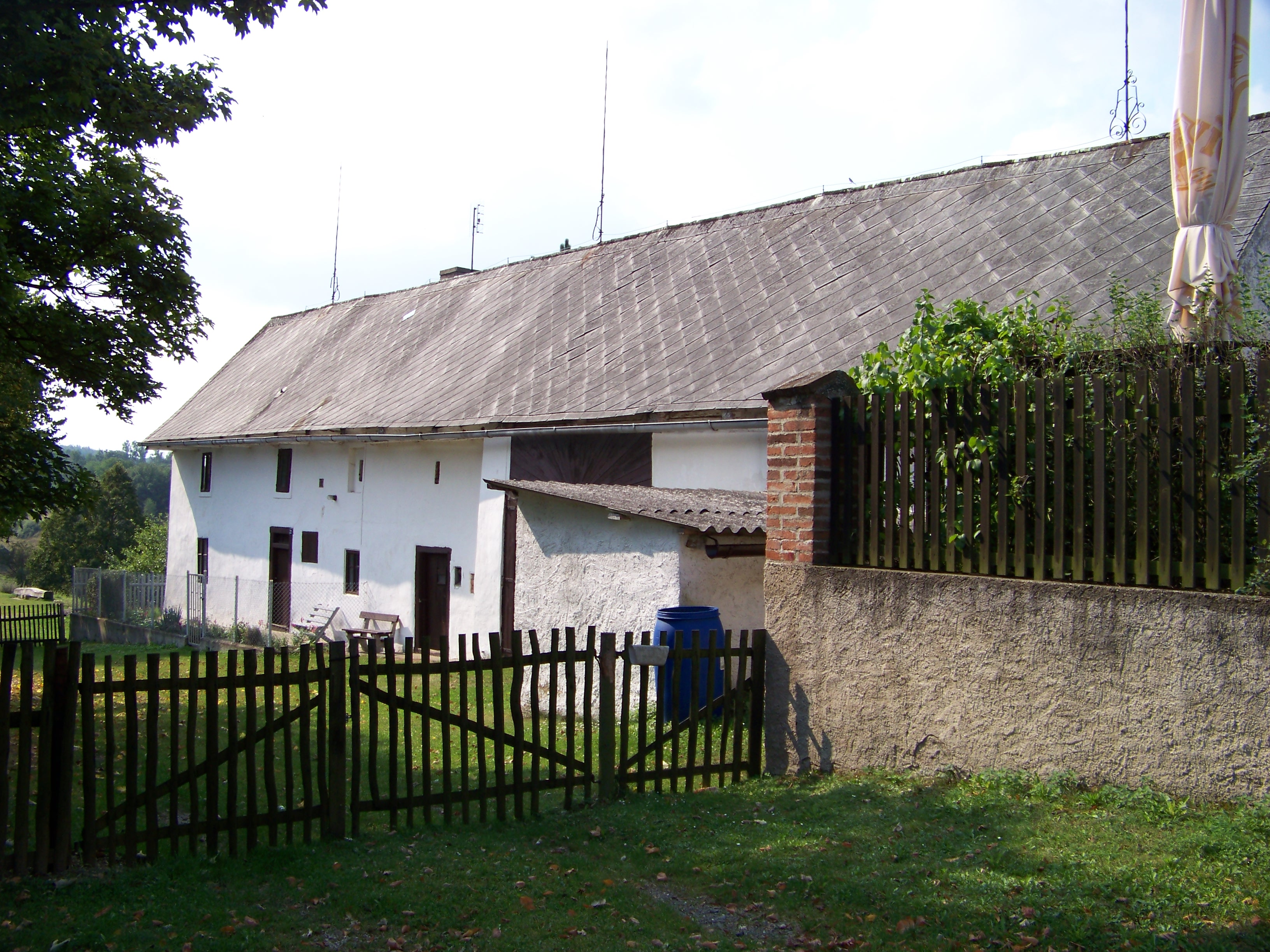
Oude boerderij in Krakovec
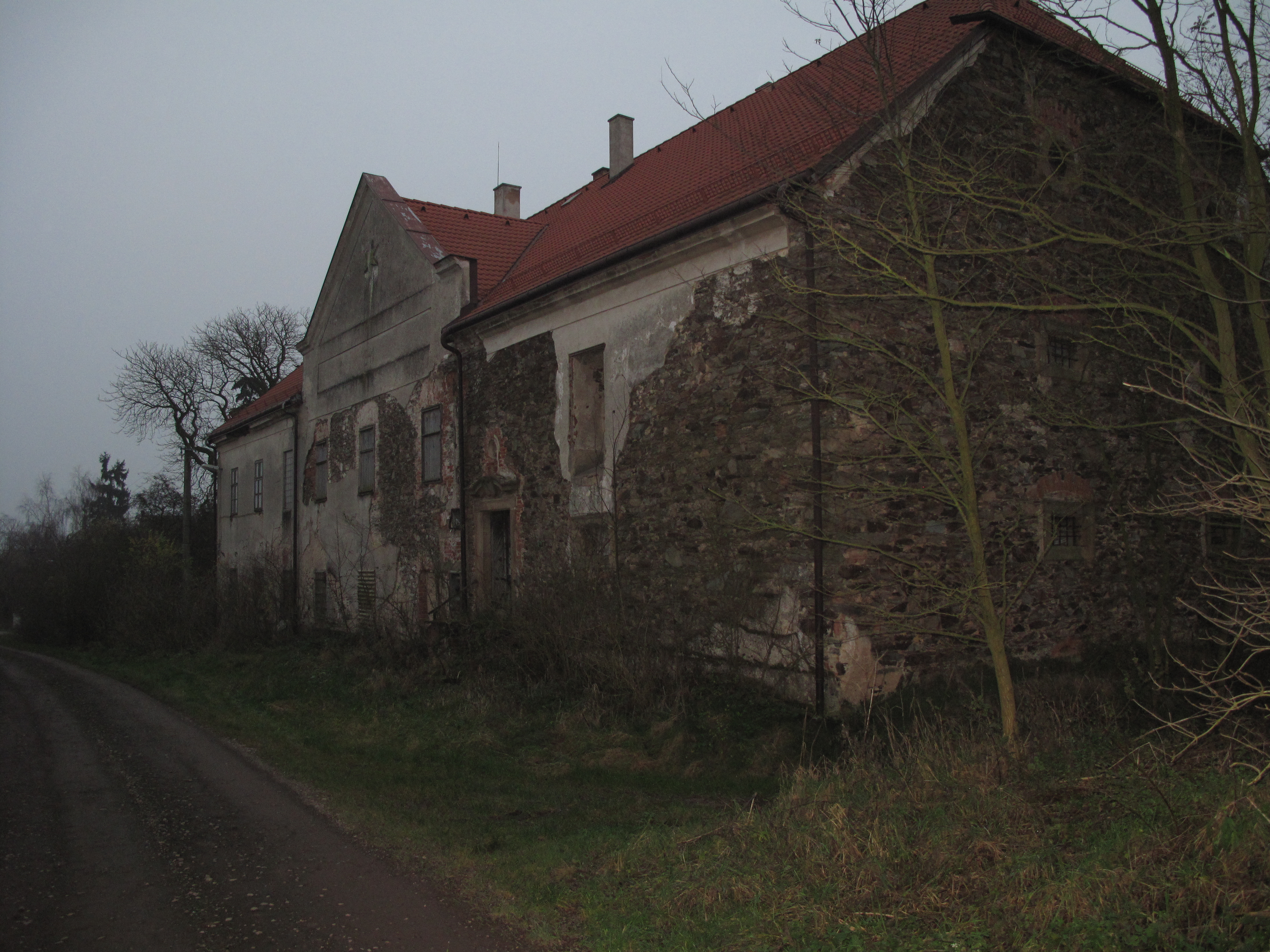
Huis in Zhoř